# Macrocentrum fruticosum
Macrocentrum fruticosum är en tvåhjärtbladig växtart som beskrevs av Henry Allan Gleason. Macrocentrum fruticosum ingår i släktet Macrocentrum och familjen Melastomataceae. Inga underarter finns listade i Catalogue of Life.